# Серра-Сан-Квирико
Серра-Сан-Квирико (итал. Serra San Quirico) — коммуна в Италии, располагается в регионе Марке, в провинции Анкона.
Население составляет 3039 человек (2008 г.), плотность населения составляет 62 чел./км². Занимает площадь 49 км². Почтовый индекс — 60048. Телефонный код — 0731.
Покровителями коммуны почитаются святые Кирик и Иулитта, празднование 15 июля.

## Демография
Динамика населения:

## Администрация коммуны
- Официальный сайт: http://www.comune.serrasanquirico.ancona.it/